# Scalmicauda pylaemenes
Scalmicauda pylaemenes är en fjärilsart som beskrevs av Sergius G. Kiriakoff 1968. Scalmicauda pylaemenes ingår i släktet Scalmicauda och familjen tandspinnare. Inga underarter finns listade.